# Black Celebration
- A Question of TimeA Depeche Mode 1986-os Black Celebration című nagylemezéről

Nem tudod lejátszani a fájlt?
A Black Celebration a Depeche Mode 1986-ban megjelent, sorrendben ötödik stúdióalbuma, melyet 2007-ben, újrakeverve ismét kiadtak.
Az album a rajongók egyik kedvence, annak ellenére (vagy talán pont azért), hogy ez egy sötét lemez. A három kislemez, amit kiadtak róla, nem lett túl nagy sláger, bár kiváló dalokat tartalmazott. Ez a Depeche Mode egyik legsötétebb albuma; az összes korábbi lemezükkel ellentétben ez a korong fókuszál a leginkább az együttes komor oldalára, ez talán a legkevésbé populáris.
A Depeche Mode legtöbb számát Dave Gahan énekli, de néha a dalszerző, Martin Gore áll a mikrofon elé. Ez az a Mode lemez, ahol a legtöbb Martin által énekelt szám van, ezek: "A Question of Lust", "Sometimes", "It Doesn't Matter Two", és a "World Full of Nothing". Martin erről így beszélt 1986-ban az MT-ben: "Az évek során észrevettük, hogy a hangom jobban illeszkedik a lassúbb, líraibb dalokhoz, mint Dave hangja." A többi számot a megszokott módon Dave énekli.
A "Fly on the Windscreen" című szám már korábban megjelent az "It's Called a Heart" kislemez B-oldalán, de az együttes több effekttel látta el, feljavította, és kiadta ezen az albumon is (a "Final" jelzővel látták el). Ez a szám későbbi turnéikon is előkerült, például 1993-ban is, ez a "Devotional" című koncertvideón is látható.

## A felvételek
Az együttes a Some Great Reward Tour sikeres befejezése után 1985 novemberében úgy vonult be a Westside Studiosba, hogy mindenkire meghatározott feladat várt. Martin dalszerzői stílusát ekkor a letisztultság és az eklektika jellemezte, és volt annyi önbizalma, hogy rábízza a dalokat azokra, akik a szerzemények zenei külsejét voltak hivatottak kialakítani. Alan Wilder ismét együtt dolgozott Daniel Millerrel és Gareth Jonesal, 1983-ban elkezdődött munkakapcsolatuk most ért be igazán.
A Black Celebration az együttes első negyvennyolc sávos felvételeként ismert. Gore Paul Tingennek az MT-ben a munkamódszerükről így nyilatkozott: "A számokat egyetlen hanggal kezdjük a sequenceren, majd folyamatosan egyre többel gazdagítjuk. Nagyon sokat használtuk ezt a módszert ezen az albumon- ugyanazt a témát játszottuk föl többfajta hanggal is, hogy teljes és élénk legyen. Most először használtunk negyvennyolc sávot. Azelőtt huszonnégy sávval dolgoztunk, ami azt jelentette, hogy néha három- vagy négyfajta hangot is ugyanazon a sávon kellett játszani. Most ezt a minimumra tudtuk csökkenteni, a keverés sokkal könnyebb lett.
Mint közvetlen elődeinél, a technika -és különösen a sampling- a Black Celebration esetében is lényeges volt. Ugyanakkor fontos megjegyezni, hogy ezt az albumot egy zenei korszak és egy kipróbált munkamódszer lezárásaként jellemezhetjük. Az album a "vegyünk hangmintát mindenből"-felfogás utolsó nagykövete a Mode életében. A hétköznapi használati tárgyak összeütközéséből származó hangok a későbbi lemezeiken is visszaköszönnek, de ez az időszak volt az utolsó, hogy a zenekar tagjainak fantáziája ennyire szabadon szárnyalt a stúdiómunka során. Az album az előzőekhez képest sokkal intimebb hangvételű.
A "Fly On The Windscreen" elején egy Black&Decker fúró zaja hallható, a "Stripped" ritmusát pedig egy üresjáratú motorbicikli adja, amit eredeti hangmagasságánál fél oktávval lejjebb játszottak. Gareth Jones: "Ismét a legmesszebbre merészkedtünk a hangmintákkal. Csomó dolgot rögzítettünk – mindent magunk körül! Emlékezetes volt, amikor egy sor mikrofont állítottunk fel egy parkolóban, hogy tűzijátékhangot rögzítsünk, aztán felvettük Dave Porschéjének beindítását, lépcsőn leguruló fedők zaját vagy az illatosító spray sziszegését a férfivécében – hogy csak egy párat említsek!"
Mikor elérkezett a Black Celebration befejezésének komplikált folyamata, Martin inkább hátrébb vonult. Mire a berlini Hansa studiosba költözött a zenekar, köztük és mentoruk, Daniel Miller között nőtt a feszültség. Ő így beszélt erről: "Valójában igyekeztünk megtalálni az egyensúlyt, hogyan működhetnének jól együtt a stúdióban. Alan -aki elsősorban remek zenész, ugyanakkor imád a stúdióban dolgozni és a hangokkal kísérletezni- hatalmas részt vállalt a lemez felvételeiben, és a lemez végső hangzásának kidolgozásában. Lényegében úgy működött a dolog, hogy Martin elkészítette a demót, amiből rengeteg ötletet lehetett meríteni – néha egész konkrétat, néha elvontabbat, – és aztán Alan, és mindenki más, aki a stúdióban volt, továbbfejlesztette ezeket az ötleteket. Ahogy az idő telt, Alan egyre nagyobb mértékben határozta meg, hogyan fejlődjenek tovább az ötletek. Biztosan állíthatom, hogy ez volt a legnehezebb munka az összes album közül, amelyeken velük dolgoztam." Bár a feszültség nem vezetett vitához, ez az album volt az utolsó, ahol a Daniel Miller – Gareth Jones-féle producerkettős közreműködött.

## Az album témája
Martin szövegei komorak, sötétek, de ott van bennük a remény is. Az album egyik alapkoncepciója az, hogy bár a kinti világ sötét és rossz, mi bent vagyunk egy meleg szobában a barátunkkal/barátnőnkkel, és próbálunk reménykedni. A téma bizonyos számoknál a természethez való visszatérés és önmagunk felfedezése. A "Stripped" szövege is erre utalhat: "Take my hand/Come back to the land/Let's get away/Just for one day" (Fogd meg a kezem/Vigyél vissza a szabadba/Tűnjünk el/Csak egy napra) vagy "Metropolis/Has nothing on this/You're breathing in fumes/ I taste when we kiss" (A metropolisz/Ehhez nem fogható/gázt lélegzel be/Érzem az ízét, mikor megcsókollak). Talán Gore a címet az érzelmi őszinteség metaforájaként használta, és a Gahan által énekelt "Let me see you stripped down to the bone" (Látni akarlak csontig lemeztelenítve) is erre utal.
Az album változatosságát a New Dresshez hasonló nagyszerű számok adják. A szám Gore életunt diagnózisa a média értékrendjéről, mely fontos globális ügyek helyett a jelentéktelen dolgokra fókuszál. Dave énekel a Korean Airlines KAL 007-es járatáról, melyet a szovjet légvédelem lőtt le – "Jet airliner shot from sky" (Utasszállító gépet lőttek le)-, Etiópiáról – "Famine horror, millions die" (Szörnyű éhezés, milliók halnak meg) – és az 1985. szeptember 19-ei Mexikóvárosbeli földrengésről – "Earthquake terror figures rise" (A földrengés áldozatainak száma nő) –, de mindezt elhomályosítja az emlékezetes sor: "Princess Di is wearing a new dress" (Diana hercegnő új ruhát visel). A szöveg a walesi hercegnő 1997. augusztus 31-ei tragikus halálával még ironikusabbá vált. A sor a rádiós közvetítést imitáló stúdiós trükknek köszönhetően már 1986-ban is szembeötlött. A szám zeneileg is felkeltette az érdeklődést: az egyszerű, öt hangból álló riffet különböző hangokkal fűszerezték, melyek elvezettek a szintén egyszerű, de felkavaró refrénig: "You can't change the world/But you can change the facts/And when you change the facts/You change points of view/If you change points of view/You may change a vote/And when you change a vote/You may change the world" (Nem tudod megváltoztatni a világot/De meg tudod változtatni a tényeket/és ha megváltoztatod a tényeket/Megváltoztathatod a nézőpontokat/És ha megváltoztatod a nézőpontokat/Megváltoztathatsz egy szavazatot/És ha megváltoztatsz egy szavazatot/Megváltoztathatod a világot).
De a többi számban is ott van a nyílt, vagy burkolt társadalomkritika. A dalok jó része emellett az emberi lélek legbelső vívódásaival foglalkozik. A World Full Of Nothing az egész életre kiható árulásról, a Dressed In Black a csalódás okozta kínokkal foglalkozik (bővebben lásd: https://web.archive.org/web/20070823203139/http://slowblow.uw.hu/).

## Az album fogadtatása
A lemez vegyes fogadtatásban részesült. Az NME-ben Sean O' Hagan így gúnyolódott: "A címadó dallal kezdődő Black Celebration-album – amelynek semmi köze a nemrégiben alapított Martin Luther King Naphoz, annál több a földhözragadt élettel szembeni sztoikus bölcsességhez – sötét, de ugyanakkor enyhén nevetséges".
Steve Sutherland a Melody Makerben agresszív hangon fejezte be kritikáját: "A Black Celebration lemezen a Depeche saját szabályait szegi meg, és az az igazi sokk, hogy bepillantást enged Martin Gore zaklatott lelkivilágába, aki a nyílt színen küzdött meg a felnőtté válással, de minden lehetősége ellenére csak nyomorúsággal és mocsokkal találkozott."
Chris Heath a Smas Hitsben kedvezőbben ítélkezett: "A Black Celebration albumon nemcsak Dave Gahan által énekelt nagyon sötét, titokzatos és ritmusos számok, illetve a Martin Gore által előadott meglehetősen baljós balladák eddigieknél furcsább hangvétele tűnik fel, hanem az is, hogy most először nem használnak másodrangú töltelékszámokat – ez eddigi legjobb lemezük (leszámítva a briliáns Singles 81-85 LP-t).
Az Egyesült Királyságban az album a 3. helyig jutott, bár nem igazán voltak a sötét, kísérletezgetős lemezen slágerek. Azoknak, akik szerették az együttest, ez a korong szilárdította meg a kultuszzenekar státust. Daniel Miller szerint a rajongók gy érezték, olyan album született, ami nem vette figyelembe a népszerűségi listákat, és ez bizonyos értelemben igaz is volt. Amolyan "kívülálló" korong volt kívülállóknak. Máig a Black Celebration Alan Wilder kedvenc nyolcvanas évekbeli Mode lemeze: "A keverés nagyon furcsa – túl sok a zengetés, nem elég mély és így tovább -, de a sok hiba ellenére az album sötét és összetett, és ezért szeretem." Andy Fletcher is nagyra értékeli az albumot: "Azt hiszem egyike azoknak a lemezeknek, amelyek Martin legjobb dalait tartalmazzák. Egytől egyig klasszikus, és egyik sem igazán kommersz – csupa remek dal és nagyszerű szöveg. Szerintem a hagyományos nagy Depeche Mode – rajongók is ezt tartják kedvenc lemezüknek." Martin Gore: "Számomra a Black Celebrationnel jött el a legdrámaibb változás a Depeche Mode életében. Azóta eléggé szeretem mindazt, amit kiadtunk."

## A lemez tartalma
1986 MUTE / Stumm 26
1. Black Celebration – 4:55
2. Fly on the Windscreen – Final – 5:18
3. A Question of Lust – 4:20
4. Sometimes – 1:53
5. It Doesn't Matter Two – 2:50
6. A Question of Time – 4:10
7. Stripped – 4:16
8. Here Is the House – 4:15
9. World Full of Nothing – 2:50
10. Dressed in Black – 2:32
11. New Dress – 3:42

2007 MUTE / DM CD 5 (CD/SACD + DVD) / CDX STUMM 26 (CD/SACD)

Disc 1: SACD/CD – Black Celebration lemez anyaga.

Disc 2: DVD – Black Celebration lemez anyaga DTS 5.1, Dolby Digital 5.1 és PCM Stereo formátumban, + bónuszanyagok.
1. Black Celebration – 4:55
2. Fly on the Windscreen – Final – 5:18
3. A Question of Lust – 4:20
4. Sometimes – 1:53
5. It Doesn't Matter Two – 2:50
6. A Question of Time – 4:10
7. Stripped – 4:16
8. Here Is the House – 4:15
9. World Full of Nothing – 2:50
10. Dressed in Black – 2:32
11. New Dress – 3:42

Live in Birmingham, Apr 1986 (DTS 5.1, Dolby Digital 5.1 és PCM Stereo)
1. Black Celebration
2. A Question of Time
3. Stripped

Bónuszdalok (PCM Stereo):
1. Shake the Disease
2. Flexible
3. It's Called a Heart
4. Fly on the Windscreen (Original)
5. But Not Tonight
6. Breathing in Fumes (Remix of "Stripped")
7. Black Day
8. Christmas Island (Instrumental)

Egyéb anyagok:
1. Depeche Mode 85-86 (The songs aren't good enough, there aren't any singles and it'll never get played on the radio) [57 perces videó]

Valamennyi szám Martin Gore szerzeménye, kivéve a Black Day, mert azt Martin Gore, Alan Wilder és Daniel Miller írta.

## Kislemezek
1. Stripped (1986. február 10.)
2. A Question of Lust (1986. április 14.)
3. A Question of Time (1986. augusztus 11.)
4. But Not Tonight (csak Észak-Amerikában jelent meg) (1986. október 22.)

## Közreműködők
- David Gahan
- Martin Gore
- Andrew Fletcher
- Alan Wilder

## Érdekességek
- A Black Celebration elején hallható hang Daniel Milleré, Winston Churchillt alakítva ezt mondja: "A brief period of rejoicing."
- A Black Celebration az egyetlen olyan Depeche Mode album, amin van címadó dal. Viszont van három olyan Mode lemez, amelynek címe a rajta lévő számok dalszövegeiben van benne, ezek: Construction Time Again, Some Great Reward és Playing the Angel.
- A Black Celebration az egyetlen olyan lemez, amelyről egy szám sem került fel a The Best Of: Volume 1 válogatáslemezre, viszont ennek a DVD kiadása tartalmazza a Stripped és A Question of Time című számokat.
- A Black Celebration az utolsó Depeche Mode album, amelynek borítóját Brian Griffin készítette.
- A Stripped című számot feldolgozta Scooter, a Rammstein, a Shiny Toy Guns és a Brainclaw.
- A Dressed in Black szövege eléggé hasonlít a The Beatles Baby's in Black című dalára.
- A hátsó borítón egy idézet olvasható a következő szöveggel: "Life in the so called space age" (Élet az úgynevezett űrkorszakban). Ez az idézet inspirálta a God Lives Underwater nevű zenekart, akik 1998-ban kiadtak egy albumot ilyen címmel.
- A But Not Tonight intrójához hangmintát vettek a "Don't Get Your Hopes Up" című Dntel számból.
- Az 1986-os Modern Girls című filmben szerepel a But Not Tonight, ez a Depeche Mode első filmzenéje is egyben. A számot csak Észak-Amerikában adták ki kislemezen, és a legtöbb külföldi kiadású Black Celebration albumon nem szerepel.
- Az A Question of Timehoz készült klip volt az első videó, amit az elismert fotóművész, Anton Corbijn készített az együttesnek. Azóta még 20 klipet készített nekik, erősebb vizuális hatást adva az együttesnek.
- Ugyanabban az évben, amikor a Black Celebration megjelent, Alan Wilder egy szóló lemezzel is próbálkozott álnéven. Az álnév: Recoil, az augusztusban megjelenő középlemez címe pedig: 1+2.